# Anna Ringberg
Anna Ringberg, född 7 september 1980 i Saltsjö-Boo, är en svensk författare.
Ringberg debuterade 2010 med romanen Boys. Boken översattes till norska, danska och tyska. Boken nominerades till Borås Tidnings debutantpris.
År 2017 gav Ringberg ut romanen Till minne av Berit Susanne Fredriksson. År 2024 kom hennes tredje roman, Verket. 